# Centrum Handlowe Twierdza w Toruniu
Centrum Handlowe Twierdza w Toruniu – centrum handlowe założone w 2004 roku. Mieści się ono w budynku przy ul. Dąbrowskiego 6 w Toruniu.